# 德拉戈什大公鄉 (克勒拉希縣)
44°26′N 27°9′E / 44.433°N 27.150°E
德拉戈什大公鄉（羅馬尼亞語：Comuna Dragoș Vodă, Călărași），是羅馬尼亞的鄉份，位於該國南部，由克勒拉希縣負責管轄，面積129平方公里，海拔高度44米，2007年人口2,906，人口密度每平方公里23人。